# Чиканья
Чиканья (итал. Cicagna) — коммуна в Италии, располагается в регионе Лигурия, в провинции Генуя.
Население составляет 2562 человека (2008 г.), плотность населения составляет 223 чел./км². Занимает площадь 12 км². Почтовый индекс — 16044. Телефонный код — 0185.
Покровителем коммуны почитается святой Иоанн Креститель, празднование 24 июня.

## Демография
Динамика населения:

## Администрация коммуны
- Официальный сайт: